# Peter Lawrie
Peter A. Lawrie (Dublin, 22 maart 1974) is een professioneel golfer uit Ierland.
Lawrie was lid van de Castleknock Golf Club en studeerde met een studiebeurs voor golf aan de Universiteit van Dublin.

## Amateur
Lawrie speelde van 1980-1987 in de nationale selectie.

### Gewonnen
- 1996: Iers Nationaal Kampioenschap

## Professional
Lawrie werd in 1997 professional. Hij speelde de Mini-Tour in Florida en een jaar op de Aziatische PGA Tour voordat hij in 2000 op de Challenge Tour kwam. 

Eind 2002 won hij de Grand Final en kwam op de 4de plaats van de ranglijst van de Challenge Tour. Hij promoveerde hierdoor automatisch naar de Europese Tour, Daar won hij in 2003 als eerste Ier de Henry Cotton Rookie of the Year Award.
Zijn eerste overwinning op de Europese Tour kwam in 2008, waarbij hij in Spanje de 'thuisspeler' Ignacio Garrido in een play-off versloeg. Hij heeft nooit meer zijn tourkaart verloren.
In 2009 werd hij gedeeld 2de op het KLM Open op de Kennemer.

### Gewonnen
Challenge Tour
- 2002: Grand Final

Europese Tour
- 2008: Open de España op de Real Club de Golf de Sevilla